# آنو بردفورد
آنو بردفورد (انگلیسی: Anu Bradford؛ زادهٔ ۱۹۷۵ (۴۹–۵۰ سال)) نویسنده اهل فنلاند است.

## تحصیلات
وی از دانش‌آموختگان مدرسه حقوق هاروارد است.

## افتخارات
وی همچنین برندهٔ جوایزی همچون برنامه فولبرایت شده‌است.